# Vesthjelmen
Der Vesthjelmen (norwegisch für Westhelm) ist ein 1810 m hoher Berg im ostantarktischen Königin-Maud-Land. Er ragt 13 km westlich des Austhamaren im Gebirge Sør Rondane auf.
Norwegische Kartografen benannten den Berg deskriptiv und nahmen 1947 anhand von Luftaufnahmen der Lars-Christensen-Expedition 1936/37 sowie 1957 anhand von Luftaufnahmen der US-amerikanischen Operation Highjump (1946–1947) Kartierungen vor.